# Terrible Certainty
Terrible certainty (Terrible Certeza) es el tercer álbum de estudio de la banda de thrash metal, Kreator lanzado en 1987 bajo el sello Noise Records.

## Lista de canciones
1. "Blind faith" – 4:07
2. "Storming with menace" – 4:26
3. "Terrible certainty" – 4:29
4. "As the World burns" – 3:50
5. "Toxic trace" – 5:33
6. "No escape" – 5:01
7. "One of us" – 4:00
8. "Behind the mirror" – 4:34
9. "Impossible to cure" – 2:39
10. "Lambs to the slaughter" (Raven cover) – 3:35
11. "Terrible certainty" (en vivo) – 5:29
12. "Riot of violence" (en vivo) – 5:40
13. "Awakening of the gods" (en vivo) – 7:14

Los tracks 9 a 13 son bonus track de la versión remasterizada.
Se sacaron del EP Out of the dark ... Into the light.

## Créditos
- Mille Petrozza - guitarra, voz
- Jürgen Reil - batería, voz
- Rob Fioretti - bajo
- Jörg Trzebiatowski - guitarra